# Suosjećanje
Suosjećanje je sposobnost ljudskog bića osjetiti bol i patnju drugoga živog bića kao da je to njegova vlastita bol. Suosjećanje uključuje „osjećaj za drugoga” i preteča je empatije, sposobnosti da se „osjeća kao drugi”, dok je simpatija „osjećaj prema osobi”. U razgovornome jeziku, djelatno suosjećanje je želja ublaživanja tuđe patnje.[nedostaje izvor]
Suosjećanje uključuje dopuštanje osobi da bude dirnuta patnjom, iskusi motivaciju i pomogne u njezinu ublažavanju i sprječavanju. Čin suosjećanja određen1 je svojom bespomoćnošću. Osobine suosjećanja su: strpljivost i mudrost; ljubaznost i ustrajnost; toplina i odlučnost. Često je, iako ne neizbježno, ključna sastavnica onoga što se manifestira kao altruizam u društvenome smislu. Izražavanje suosjećanja obično je ustrojen, paternalističan i nadziran odgovor. Razlika između simpatije i suosjećanja je u tome što prvo na patnju drugih odgovara s tugom i zabrinutošću, dok potonje s toplinom i brigom. Prema nekim odredbama, suosjećanje se sastoji od triju motrišta: primjećivanja, osjećaja i reagiranja.
Engleska imenica „compassion”, što znači „patiti zajedno s”, dolazi iz latinskog. Smatrano velikom vrlinom u brojnim filozofijama, suosjećanje se smatra jednom od najvećih vrlina u gotovo svim većim religijskim tradicijama.
Emma Sepala razlikuje suosjećanje od empatije i altruizma na sljedeći način: „... Definicija suosjećanja često se miješa s definicijom empatije. Empatija je, kako su definirali istraživači, visceralno ili emocionalno iskustvo osjećaja druge osobe. To je, u neku ruku, automatsko zrcaljenje tuđih emocija, poput plača zbog prijateljeve tuge. Altruizam je djelovanje koje koristi nekom drugom. To može ali i ne mora biti popraćeno empatijom ili suosjećanjem, na primjer u slučaju davanja donacije u porezne svrhe. Iako su ti pojmovi povezani sa suosjećanjem, oni nisu identični. Suosjećanje često podrazumijeva, naravno, empatičnu reakciju i altruistično ponašanje. Međutim, suosjećanje se definira kao emocionalni odgovor kada se opaža patnja i uključuje autentičnu želju da se pomogne." Prema Tyuuptenu Jinpi: suosjećanje nije sažaljenje, suosjećanje nije privrženost, suosjećanje nije isto što i empatičan osjećaj, suosjećanje nije samo pusta želja, suosjećanje nije samopoštovanje.